# Petter Rudebeck
Petter (Peter) Rudebeck, född 30 juni 1660 på Vadstena, Björskogs socken i Västmanlands län, död 14 mars 1710 i Skatelöv, Kronobergs län, var en svensk regementskvartermästare, därefter brukspatron på Huseby i Småland, och göticistisk lokalhistoriker.

## Biografi
Petter Rudebeck var son till häradshövdingen, assessor vid Göta hovrätt i Jönköping Paul Rudebeck (1632–1687), en bror till Olof Rudbeck den äldre, och hans hustru Maria Nentzelia (1634-1703), samt sonson till Johannes Rudbeckius. Vid tio års ålder skickades Rudebeck till katedralskolan i Växjö. Efter studier i Uppsala (inskriven student 1674) hade han från 1678 olika militära befattningar vid Kronobergs regemente, bland annat som regementskvartermästare med Hagstad i Kalvsviks socken som löneboställe. 
När han begärde avsked den 11 mars 1689 uppges det ha varit för att värva ett kompani ryttare inför ett hotande krig med Danmark. Krigshotet blåstes emellertid undan och han blev därefter brukspatron på Huseby, som då var i ödesmål efter en våldsam översvämning 1672, tillsammans med sin bror Paul. Bruket arbetade med sjömalm från de kringliggande sjöarna Åsnen och Salen. År 1696 tillfördes bruket genom Petter Rudebecks försorg ett område på cirka 100 hektar på dåvarande Hössöen häradsallmänning (Vevik och Bjurkärr) intill Hagstad för brukets försörjning av ved, lera och kol. Han gifte sig med Anna Liwensten och de fick tolv barn, varav sex dog i späd ålder.
Petter Rudebeck samlade och nedtecknade allmogens seder, bruk, myter och sagor i Värend i Småland. Han är känd för sitt historiska verk Smålendske Antiqviteter, som aldrig trycktes men ändå hade stort inflytande. Verket var ett uttryck för samma göticism som i hans farbror Olof Rudbecks Atlantica, fast ännu mer extremt. Rudebeck tolkade Hönshylte skans vid Ryd som rester av Homeros' Troja. Även andra delar av världshistorien förlades till Småland.  Den mest kända av de legender han upptecknat är sagan om Blenda som lyckades besegra den danska fiendehären. Han hade en syn på Sveriges fornhistoria som gick stick i stäv mot den då vedertagna. Därför blev hans manuskript i högsta grad kontroversiellt och förvägrades tryckning.